# Гессен, Даниил Юльевич
Дании́л Ю́льевич Ге́ссен (1897, Санкт-Петербург — 5 мая 1943) — революционер, журналист, сценарист, деятель советского шахматного движения, участник троцкистской оппозиции. Расстрелян в 1943 году, реабилитирован посмертно.

## Биография
Родился в еврейской семье. Его отец, историк Юлий Исидорович Гессен, происходил из одесской купеческой семьи промышленников и хлеботорговцев, приходился двоюродным братом публицисту, юристу и государственному деятелю Иосифу Владимировичу (Сауловичу) Гессену. Мать, Этля (Адель) Иосифовна Харитон, была дочерью феодосийского купца Иосифа Давидовича Харитона и приходилась сестрой журналисту Борису Осиповичу Харитону и тётей физику Юлию Борисовичу Харитону.
В 1915 году окончил Тенишевское училище и поступил на экономическое отделение в Политехническом институте. В 1916 году был призван в Русскую императорскую армию, занимался революционной агитацией. В марте 1917 года вступил в РСДРП(б). В ноябре 1917 года восстановлен в Петроградском политехническом институте, учился урывками, до ноября 1920 года. Был участником Гражданской войны, награждён орденом боевого Красного Знамени. Участвовал в подавлении Кронштадтского восстания. Работал следователем ЧК, затем заместителем начальника политуправления Балтфлота.
В Рождество 1920 года Корней Чуковский сделал в своём «Дневнике» запись: «Конечно, не спал всю ночь. Луна светила как бешеная. Сочельник провёл у Даниила Гессена (из Балтфлота) в «Астории». У Гессена прелестные миндалевидные глаза, очень молодая жена и балтийский паёк. Угощение на славу, хотя на пятерых две вилки, чай заваривали в кувшине для умывания… Была одна студентка, которая явно влюблена в Гессена и, кажется, он в неё. Одессизм чрезвычайный».
В 1921—1922 годах заведовал отделом бесхозного имущества в управлении Петрокоммуны. Секретарь союза торгслужащих. 
Одарённый шахматист. Считается, что благодаря его заступничеству в 1918 году новая власть не ликвидировала Шахматное собрание в Петрограде. Правда, позднее оно прекратило работу из-за экономических трудностей и сокращения числа посетителей. Он участвовал в создании первого после революции объединения шахматистов Петрокоммуны. Пропагандировал шахматы печатным словом, курируя первое советское шахматное издание «Листок шахматного кружка Петрогубкоммуны», а также «Шахматный Листок». Автор сценариев к фильмам киностудии Ленфильм (Севзапкино) «За власть Советов» (1923) и «Бедняку впрок – кулаку в бок» (1924). Работал фельетонистом в «Красной газете» и ответственным секретарём газеты «Молот» в Ростове-на-Дону.
Троцкист. Арестован 10 января 1930 года. Приговорён к шести годам лагерного заключения. Контрольной комиссией при Леноблкоме ВКП(б) был исключён из партии «как чуждый элемент: за шантаж, вымогательство для получения сенсационных материалов, характер коих рассчитывался на подрыв авторитета партии и Советской власти, за активное участие в оппозиционной работе, скрытой вредительской деятельности, шулерстве и в ряде других преступлений». Среди тех, кто давал обличительные показания против Гессена, был художник И. И. Бродский, указавший при допросе, что «в гостинице «Астория» в 1920 г. Дан. Юл. устраивал картёжные игры («Играли обычно в азартную игру — «железную дорогу») и подозревался в шулерстве» (в годы военного коммунизма азартные игры были запрещены, и играли подпольно). По словам А. Кентлера, «много плохого сказал о нём и двоюродный брат Влад. Петр. Вайншток».
Уже в лагере получил 14 апреля 1931 года дополнительно еще три года. Должен был быть выпущен на поселение в Кеми в январе 1938 года. За участие в строительстве Туломской (ныне - Нижнетуломской) ГЭС и ударный труд ему сократили срок пребывания в лагерях почти на два года.   С ноября 1939 года в мариупольском ДСО «Спартак», инструктор по шахматам.
22 июня 1941 года повергся обыску, а на следующий день был арестован прямо на областных шахматных соревнованиях. «При обыске были отобраны трудовая книжка и золотая зубная коронка». В своих показаниях писал: "в первый день войны я сказал шахматистам на турнире в Сталино: «Если меня не арестуют, то буду проситься на фронт»". Как пишет  А. Кентлер, "Среди первых допрошенных оказались и шахматисты – участники турнира. Они подтвердили «троцкистские взгляды» Гессена, а также то, что в день начала войны Даниил Юльевич «заявил, что в сводках не будет правильно отражено истинное положение дел на фронтах».
В тюремных показаниях писал: "Находясь в тюрьме, я считаю себя советским патриотом и до конца моих дней, которых осталось не так много, таковым останусь" (С. Киперман) Обвинительное заключение было составлено 26 мая 1942 года – приговорить к расстрелу. Выписка из протокола Особого совещания при НКВД СССР поступила 6 марта 1943 года. Расстрелян.
Реабилитирован в 1988 году.

## Фильмография
- 1923 — За власть Советов (Севзапкино)[6]
- 1924 — Бедняку впрок - кулаку в бок